# 小萊斯特·倫道夫·福特
小萊斯特·倫道夫·福特（英語：Lester Randolph Ford Jr.，1927年9月23日—2017年2月26日）是一名美國數學家，專門研究網路流問題。他是數學家萊斯特·R·福特的兒子。

## 早年生活和教育
福特於1927年9月23日出生於德克薩斯州休斯頓。他學會彈鋼琴和長笛，並經常聽到他吹口哨。為了接受高等教育，他考慮過哈佛大學和歐柏林音樂學院，但選擇了為他提供獎學金的芝加哥大學。他於1949年獲得學士學位，1950年獲得碩士學位。福特在伊利諾伊大學厄巴納-香檳分校繼續學習，並於1953年獲得數學博士學位。
福特的雇主包括美國陸軍、北卡羅來納大學和蘭德公司。加利福尼亞州戈利塔的國防研究公司僱用他40年，因為他跟上了數位革命的步伐。

## 研究工作
福特與德爾伯特·雷·富爾克森關於最大流問題的論文以及用於解決該問題的福特-富爾克森算法，於1954年以技術報告的形式發表，並於1956年在雜誌上發表，確立了最大流最小割定理。1962年，他們與普林斯頓大學出版社出版了《網路中的流》。根據序言，其「包括純粹的數學動機的主題，以及那些嚴格意義上的功利主義概念。」所羅門·格倫布在他的評論中寫道：「這本書是對純粹和應用組合分析中一個相當新的主題的有吸引力的、寫得很好的說明。」。作為一個持續關注的話題，2010年出版了一個新版本，由羅伯特·G·布蘭德和詹姆斯·B·奧林撰寫新的前言。
1956年，福特開發了貝爾曼-福特演算法，用於尋找具有負權重的圖中的最短路徑，比理查德·貝爾曼也發表該算法早兩年。
他與塞爾默·M·約翰遜一起開發了福特-約翰遜排序算法，該算法在理論上與用最少的比較數進行比較排序的問題有關，具有重要意義。20年來，這種算法需要最少的比較次數。
1963年，他與父親萊斯特·R·福特一起出版一本創新的微積分教科書。對於一個給定的函數{\displaystyle f}和點{\displaystyle x}，他們將框架定義為一個包含{\displaystyle (x,f(x))}的矩形，其邊平行於平面的軸線（第9頁）。然後，框架被用來定義連續函數（第10頁）和描述可積函數（第148頁）。

## 個人生活
福特結過兩次婚。他的第一任妻子珍妮特·約翰遜（Janet Johnson）為他生了九個孩子，其中包括《行星控制》的程式設計師弗雷德·福特。他的第二任妻子是納馬·高爾（Naoma Gower）。